# مقاطعات صوماليلاند
مقاطعات صوماليلاند (بالصومالية: Degmooyinka Somaliland)‏ تُقسم إلى ثمانية عشر منطقة إدارية. تم تصنيف كل منطقة موزعة إلى A و B و C و D والتصنيف يكون وفقًا لعدد السكان والميزانية والنطاق الاقتصادي، أعلى درجة هي A. دائمًا ما تكون المنطقة التي تقع فيها عاصمة الولاية هي الفئة A (وفقًا للمادة 9 من قانون الحكومة المحلية). المنطقة التي بها أكبر عدد من المناطق هي مناطق أودال وصول، في حين أن المنطقة الأقل هي منطقة الساحل.
يتبع التدوين النسخة باللغة الصومالية من قانون الحكم المحلي لعام 2019. 

## تاريخ
مُنذ عام 1884 ولغاية 26 يونيو 1960، تم تقسيم أرض الصومال إلى 6 مناطق إدارية وكان المجلس يقع في مدينة تحمل الاسم نفسه (أي نفس اسم المجلس). 

## قَائِمة المُقاطعات

### منطقة أودال
| يصرف   | رتبة | عاصمة  | تعليقات           | موقع |
| ------ | ---- | ------ | ----------------- | ---- |
| بوراما | A    | بوراما | العاصمة الإقليمية |      |
| زيلا   | B    | زيلا   |                   |      |
| لوغيا  | C    | لوغيا  |                   |      |
| باكي   | D    | باكي   |                   |      |

### منطقة مارودي جيه
| يصرف   | رتبة | عاصمة  | تعليقات           | موقع |
| ------ | ---- | ------ | ----------------- | ---- |
| هرجيسا | A    | هرجيسا | العاصمة الإقليمية |      |
| جابيلي | A    | جابيلي |                   |      |

### منطقة سناج
| يصرف     | رتبة | عاصمة    | تعليقات           | موقع |
| -------- | ---- | -------- | ----------------- | ---- |
| إيريجافو | A    | إيريجافو | العاصمة الإقليمية |      |
| الأفوين  | B    | الأفوين  |                   |      |
| لاس خوري | C    | لاس خوري |                   |      |

### منطقة الساحل
| يصرف  | رتبة | عاصمة | تعليقات           | موقع |
| ----- | ---- | ----- | ----------------- | ---- |
| بربرة | A    | بربرة | العاصمة الإقليمية |      |
| شيخ   | C    | شيخ   |                   |      |

### منطقة سول
| يصرف     | رتبة | عاصمة    | تعليقات           | موقع |
| -------- | ---- | -------- | ----------------- | ---- |
| لاس عنود | A    | لاس عنود | العاصمة الإقليمية |      |
| اينابو   | C    | عينبة    |                   |      |
| هدون     | C    | هدون     |                   |      |
| طالح     | C    | تلاح     |                   |      |

### منطقة توغدير
| يصرف   | رتبة | عاصمة  | تعليقات           | موقع |
| ------ | ---- | ------ | ----------------- | ---- |
| برعو   | A    | برعو   | العاصمة الإقليمية |      |
| أودوين | B    | أودوين |                   |      |
| بوهودل | B    | بوهودل |                   |      |